# Novo Tiradentes

Novo Tiradentes.

Novo Tiradentes es un municipio brasileño del estado de Rio Grande do Sul.
Se encuentra ubicado a una latitud de 27°33′45″ Sur y una longitud de 53°10′55″ Oeste, estando a una altitud de 384 metros sobre el nivel del mar. Su población estimada para el año 2004 era de 2428 habitantes.
Ocupa una superficie de 73,715 km².
- Datos: Q1786019
- Multimedia: Novo Tiradentes / Q1786019